# Coton Sport Football Club de Garoua
Cotonsport Garoua é um clube de futebol de Camarões baseado na cidade de Garoua. É o maior campeão do Campeonato Camaronês de Futebol.

## Títulos
| NACIONAIS | NACIONAIS        | NACIONAIS | NACIONAIS                                                                                             |
|           | Competição       | Títulos   | Temporadas                                                                                            |
| --------- | ---------------- | --------- | --- |
| Camarões  | Elite One        | 17        | 1997, 1998, 2001, 2003, 2004, 2005, 2006, 2007, 2008, 2010, 2011, 2013, 2014, 2015, 2018, 2021, 2022. |
| Camarões  | Copa de Camarões | 06        | 2003, 2004, 2007, 2008, 2011, 2014.                                                                   |

destaques
- Liga dos Campeões da CAF

vice-campeão 2008

- Copa da CAF

vice-campeão  2003

## Elenco
Atualizado em 1 de abril de 2021.
- : Capitão
- : Lesão
- : Jogadores Emprestados